# Louis Delaby
Louis Delaby, né le 25 septembre 1897 à Méricourt dans le Pas-de-Calais et mort le 19 avril 1972 à Rivière dans le même département, est un dirigeant syndical français du XXe siècle. 

## Biographie

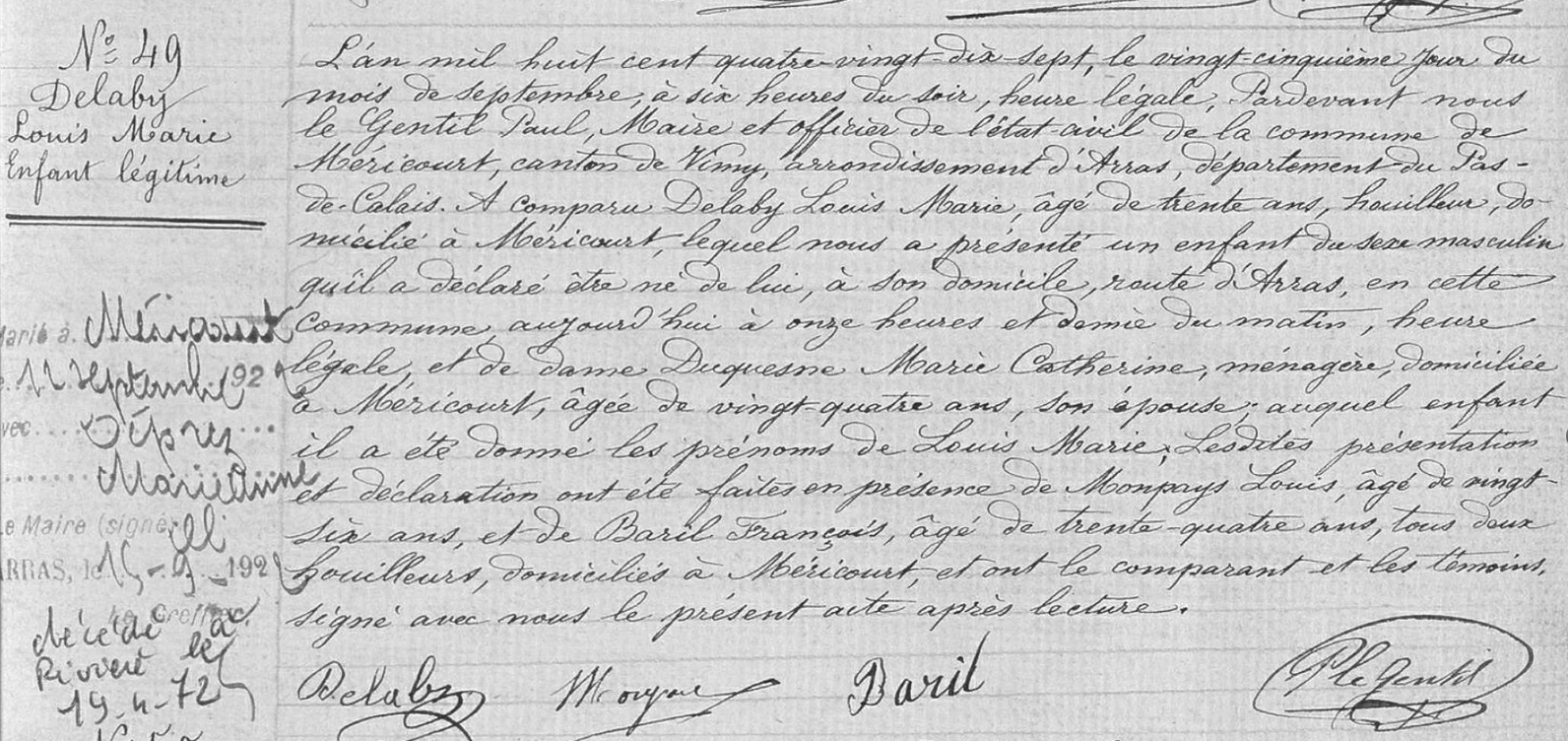
Son acte de naissance.

Louis Delaby est né à Méricourt le 25 septembre 1897. Son père était un ouvrier mineur, secrétaire de la Société de secours mutuels de Méricourt et fondateur d'une coopérative d'alimentation, « L'Avenir des travailleurs ». Le 3 avril 1911, à treize ans, Louis Delaby est embauché comme galibot et descend au fond de la mine pour la première fois. Il devient très vite militant à l'« Action Catholique de la Jeunesse Française » puis employé de bureau. Il s'est alors investi dans le syndicalisme chrétien puis a fondé les "Syndicats Libres d'Employés des mines" puis permanent du syndicat des mineurs CFTC, lancé sur les conseils de Mgr Hoguet par Jules Catoire, après avoir été placardisé dès 1931 par la compagnie minière de Marles, pour laquelle il travaillait. Entretemps, il a été embauché comme employé des Mines de Drocourt et décide de prendre part aux élections des administrateurs de la Caisse de secours. Le 17 mai 1931, la CFTC devient le deuxième syndicat chez les mineurs de la région aux élections professionnelles. Il est cependant renvoyé par la direction des
mines en avril 1932. Il devient l'artisan d'une percée difficile mais réussie de la CFTC dans les mines de la région. 
Pendant la guerre, Louis Delaby, aux côtés de son compagnon syndical Jules Catoire, prend position en faveur du pluralisme syndical, et soutient Gaston Tessier dans sa lutte contre une tendance participationniste au sein de milieux catholiques. Le départ de certains responsables mobilisés oblige à une nouvelle répartition des tâches au sein de la CFTC : à Arras, Louis Delaby prend en charge la presse syndicale, avec Albert Legros et Jean Haniquaut. Dès le 17 novembre 1940, à la suite de la dissolution de la confédération syndicale chrétienne, Louis Delaby, à Lens s'étonne de cette mesure et appelle à résister à charte du travail. « Nous ne pouvons pas croire que la tâche du syndicalisme chrétien soit terminée au moment même où, au contraire, sa nécessité s’impose plus que jamais », déclare-t-il à Lens. À partir de 1943, la résistance spirituelle passe par la diffusion des Cahiers de Témoignage chrétien et Louis Delaby assure la répartition du journal clandestin dans les sections CFTC.
Après-guerre, grâce à son prestige de résistant, il fait partie, avec Joseph Sauty des figures de la CFTC à pouvoir tenir la comparaison avec la CGT.
Il meurt le 19 avril 1972 à Rivière.